# Henning Franke
Henning Franke (* 11. August 1953) ist ein deutscher ehemaliger Fußballtorwart. Von 1977 bis 1983 spielte er für die Betriebssportgemeinschaft BSG Motor Hermsdorf in der DDR-Liga, der zweithöchsten höchsten Liga im DDR-Fußball.

## Sportliche Laufbahn
Erst als 25-Jähriger tauchte Henning Franke in der DDR-Liga auf. Als sich in der Rückrunde der Saison 1977/78 der Stammtorwart Gerhard Quadejacob von Motor Hermsdorf verletzte, übernahm Franke dessen Posten und stand in sieben der acht ausgetragenen Rückrundenspiele im Tor. Zur Saison 1978/79 löste Franke Quadejacob endgültig als 1. Torwart ab und bestritt 15 der 22 Ligaspiele. Danach wurde Motor Hermsdorf zur Fahrstuhlmannschaft. 1979 stieg sie zum ersten Mal in die drittklassige Bezirksliga ab, danach 1981. Sowohl 1980 wie auch 1982 wurde die Mannschaft mit ihrem Torwart Franke Bezirksmeister und Wiederaufsteiger in die DDR-Liga. In beiden DDR-Liga-Spielzeiten war Franke mit 19 bzw. 22 Einsätzen die Nummer eins im Tor der BSG Motor.
1983 stieg Motor Hermsdorf endgültig aus der DDR-Liga ab, auch Henning Franke kehrte nicht mehr in die DDR-Liga zurück. In seinen vier Spielzeiten in der Zweitklassigkeit war er auf 63 Punktspieleinsätze gekommen.